# Antapistis holophaea
Antapistis holophaea là một loài bướm đêm trong họ Noctuidae.